# 嚴杰
嚴杰（1522年—？），字子俊，號印臺，浙江湖州府烏程縣人，民籍，明朝政治人物。

## 生平
嘉靖二十八年（1549年）己酉科浙江鄉試第六名舉人。嘉靖二十九年（1550年）中式庚戌科會試第三十四名，登第三甲第二百零七名進士。三十年授中书舍人，三十三年五月选授陕西道試御史，後罢官家居。四十五年被巡按御史庞尚鹏弹劾横行乡里，被黜为民。

## 家族
曾祖嚴繹，義官；祖父嚴銏；父嚴澐，歲貢生。母吳氏。具慶下。弟果、束。